# Siervas de San José de Varese
La Congregación de Siervas de San José (oficialmente en italiano Istituto delle Ancelle di San Giuseppe) es una congregación religiosa católica femenina de derecho pontificio, fundada por el canónigo italiano Carlo Sonzini, en la localidad de Varese, en 1934. A las religiosas de este instituto se les conoce como siervas de San José de Varese, siervas Varese o sonzinianas.

## Historia
El canónigo italiano, Carlo Sonzini, al darse cuenta de la situación precaria en la que vivían muchas mujeres campesinas que llegaban a la ciudad para trabajar como domésticas, hacía lo posible por acoger personalmente en el antiguo palacio episcopal de Varese, les escuchaba y en la medida de sus posibilidades les ayudaba. En 1934 con el fin de extender su apostolado, con algunas jóvenes del servicio doméstico, dio vida a la primera comunidad de Siervas de San José, quienes se encargaban de buscar, acoger guiar y asistir a las domésticas recién llegadas a la ciudad. Al inicio el instituto era una pía asociación de mujeres que logró el reconocimiento diocesano como congregación religiosa en 1951 y la aprobación pontificia en 1972.

## Organización
La Congregación de Siervas de San José es un instituto religioso centralizado, cuyo gobierno es ejercido por una superiora general a la que sus miembros llaman Madre. En el gobierno, la Madre general es coadyuvada por su consejo, elegido para un periodo de seis años. La sede central se encuentra en Varese.
Las sonzinianas se dedican a la atención de las jóvenes trabajadoras inmigrantes y de las hijas de padres divorciados o separados. En 2015, la congregación contaba con unas 30 religiosas y 6 comunidades, presentes todas en Italia, a saber: dos comunidades en la ciudad de Varese y una en Busto Arsizio, Macugnaga y Viggiù, respectivamente.